# Ватейшвили, Джуаншер Леванович
Джуанше́р Лева́нович Ватейшви́ли (Ватадзе) (груз. ჯუანშერ ვათეიშვილი; 8 октября 1931, Тбилиси — 30 мая 2019, там же) — советский, российский и грузинский историк, специалист в области российско-грузинских отношений, доктор исторических наук (1971), профессор, Лауреат Государственной премии Грузинской СССР (1990), Заслуженный деятель науки РФ (1992), автор фундаментального труда «Грузия и европейские страны», инициатор установки памятника Петру Багратиону на Кутузовском проспекте (1999).

## Биография
В 1954 году окончил Исторический факультет МГУ, где специализировался по истории общественной мысли, русско-кавказских и грузино-западноевропейских отношений.
С 1958 года работал в Президиуме Академии наук Грузинской СССР. В 1960—1964 годы — учёный секретарь Института истории, археологии и этнографии имени Ивана Джавахишвили. В сферу научных интересов Джуаншера Ватейшвили входила история отношений Грузии с Россией и странами Западной Европы. В 1961 году защитил кандидатскую диссертацию на кафедре партийно-советской печати факультета журналистики МГУ по теме: "Первые легальные большевистские издания в Закавказье: Журнал «Могзаури» и газета «Кавказский рабочий листок».
С 1960-х годов работал над своим многотомным сочинением «Грузия и европейские страны». С конца 1970-х годов сотрудничал в системах двух национальных академий наук — грузинской и российской, с Институтами всеобщей и российской истории РАН, а также в должности профессора с кафедрами истории средних веков Тбилисского и Московского университетов.
На основе стипендий ЮНЕСКО, предоставленных ему по инициативе Академии Наук Грузии, в 1977—1988 годы получил возможность работать в архивах пяти стран Западной Европы (Франции, Италии, Испании, Голландии и Швеции), где выявил значительный документальный материал по истории грузино-русско-западноевропейских взаимосвязей. Так, во время своих научных командировок в Швецию Ватейшвили выявил и смог ввести в научный оборот огромный документальный материал, связанный с различными, мало изученными аспектами истории Великой Северной войны, в том числе переписку находившихся в Швеции пленных российских генералов. Он первым из историков обстоятельно изучил положение российских военнопленных в Швеции в годы Северной войны, в то время как судьба шведских военнопленных в России была изучена в большем объёме. Ватейшвили удалось обнаружить в Национальном архиве Швеции письма, которые грузинский царь Арчил II направлял Карлу XII и правительственным учреждениям Швеции, чтобы добиться освобождения сына, сподвижника Петра I, первого в истории России генерал-фельдцейхмейстера Александра Имеретинского.
В 1971 году защитил докторскую диссертацию по теме: «Русская печать на Кавказе».
С 1985 года — директор Научно-исследовательского музея истории российско-грузинских отношений в Москве — филиала Государственного музея Грузии им. академика С. Н. Джанашиа. Музей располагался в особняке начала XVIII века, сохранившемся со времени существования там грузинской колонии (Большая Грузинская улица, дом 5, строение 3). Просуществовал до начала 1990-х годов. В 2003 году здание было передано Московскому зоопарку.
В 1990 году  совместно с Арнольдом Чикобава награждён Государственной премией Грузинской СССР за их общий труд «Первые грузинские печатные издания».
В 1988 году был избран действительным членом немецкого научного общества «Гёррес-гезельшафт» в Кёльне. В 1992 году получил почётное звание «Заслуженный деятель науки Российской Федерации». В 2004 году был удостоен общественной награды Российской Федерации — медали Петра Великого.

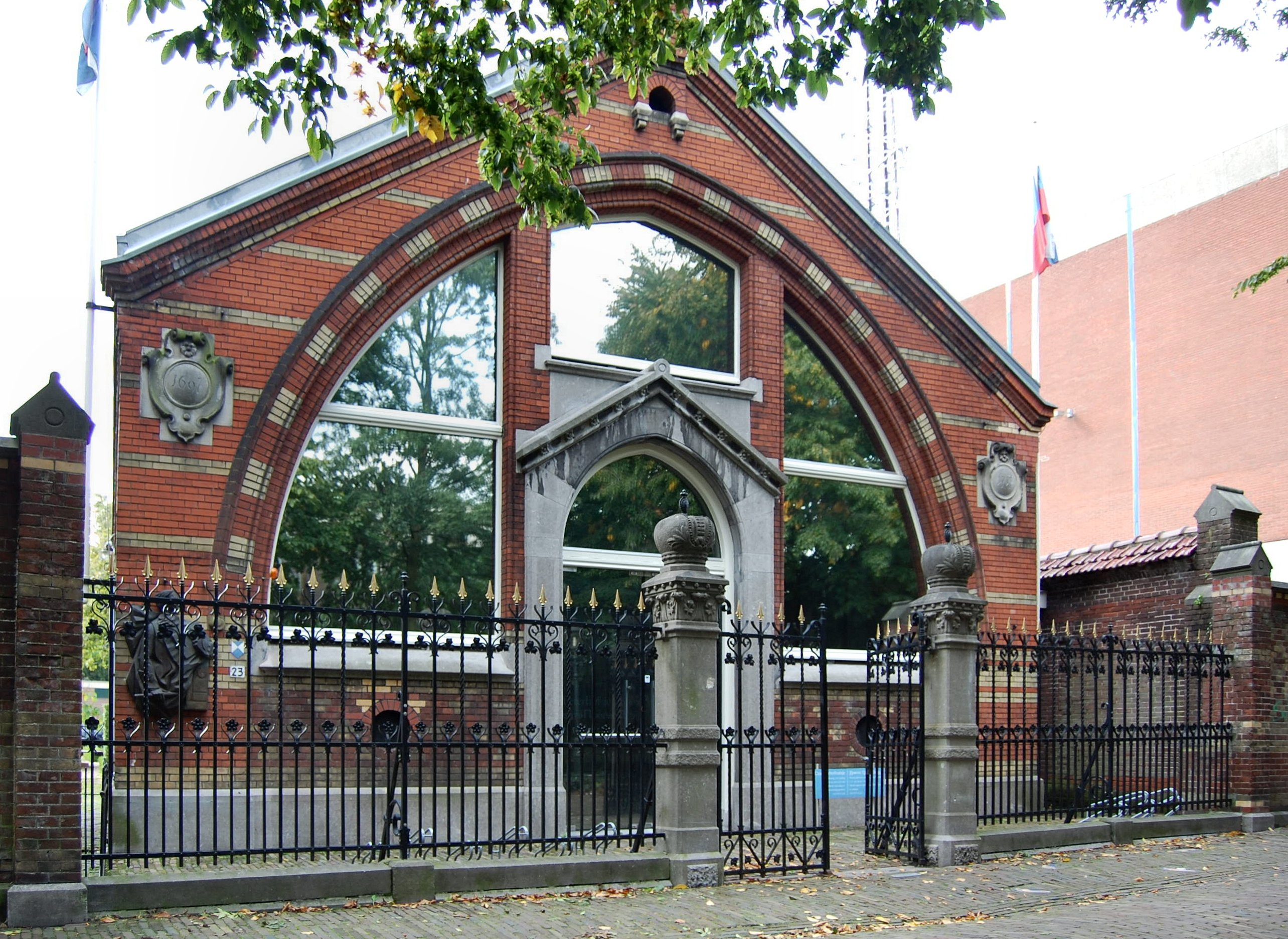

С 1992 года возглавлял Международный фонд Александра и Петра Багратионов в Москве, который проводит значительную работу по увековечиванию памятников истории России и Грузии. В 1993 году в Зандаме по инициативе фонда и при личном участии Джуаншера Ватейшвили на левом углу главного фасада домика Петра I была установлена мемориальная доска, посвященная грузинскому царевичу Александру Имеретинскому. В 1999 году по инициативе фонда на Кутузовском проспекте был установлен памятника Петру Багратиону. В 2006 году фонд выступил с предложением к комиссии по монументальному искусству Мосгордумы о возведении на Ленинградском проспекте бюста первому генерал-фельдцейхмейстеру Александру Имеретинскому (не осуществлено).
В 1996 году основал Грузинский научно-культурный центр Николая Витсена и Александра Багратиона «Георгика» в Амстердаме. Академик Международной Мариинской академии им. М. Д. Шаповаленко (2018).
В 2003 году издательством «Наука» была опубликована первая монография об Александре Арчиловиче Имеретинском, ранее практически не известном «птенце гнезда Петрова», первом генерал-фельдцейхмейстере (1699), оставившем заметный след в истории внешних связей Грузии и России, их культуры и просветительства. 
Автор около 150 опубликованных работ. Член Научных советов РАН: «История общественной мысли» и «История международных отношений и внешней политики России».
Жил в Тбилиси (ул. Ираклия Татишвили, 17) и в Москве (ул. Черняховского, 2). Скончался 30 мая 2019 года. Похоронен в Тбилиси.

## Память
В 2021 году архив учёного был передан его семьёй в собрание Дворца искусств Грузии — Музея истории культуры. Весной этого же года директор музея, историк Георгий Каландия, сообщил, что в архиве учёного был обнаружен считавшийся не сохранившимся архив грузинского историка и богослова Михаила Тархнишвили. Вероятно, Ватейшвили нашел эти материалы в Италии в советское время, сохранил их и привёз на родину, когда имя М. С. Тархнишвили было под запретом.
В Музее-клубе истории образования и духовной культуры школы № 2045 (корпус 2031) Зеленоградского административного округа Москвы создана небольшая персональная экспозиция в память об учёном Джуаншере Левановиче Ватейшвили.

## Избранные труды
- Ватейшвили Д. Л. Рабочая печать Грузии в 1910-1914 годах. Тбилиси : АН ГССР, 1963.
- Ватейшвили Д. Л. Русская общественная мысль и печать на Кавказе в первой трети XIX века [Текст]. — Москва : Наука, 1973.
- Ватейшвили Д. Л. Генерал П. С. Котляревский : Очерк жизни и боевой деятельности / Дж. Л. Ватейшвили. — Тбилиси : Мецниереба, 1980.
- Первые грузинские печатные издания / А. С. Чикобава, Д. Л. Ватейшвили. — Тбилиси : Хеловнеба, 1983
- Ватейшвили Д. Л. Прошлое в преломлении настоящего = The past through the prism of the present : из истории русско-грузинских и грузино-западноевропейских отношений : сборник научных трудов / Д. Л. Ватейшвили; [Международный фонд имени Александра и Петра Багратиони]. — Москва : Наука, 2019.